# التاريخ الجيني لشبه الجزيرة الأيبيرية

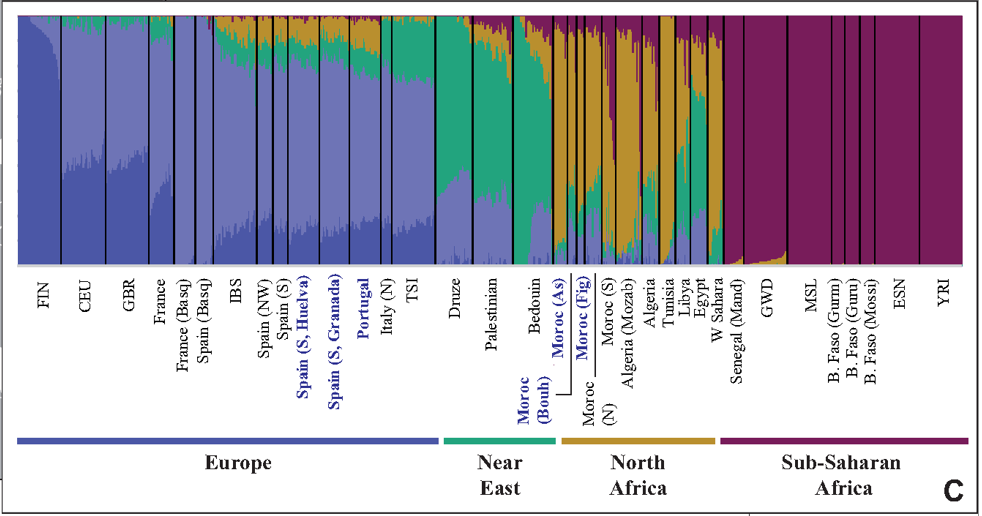
خمسة مكونات مختلطة لمختلف السكان الأيبيريين المعاصرين ضد سكان أوروبا وغرب آسيا وشمال إفريقيا وغرب إفريقيا.

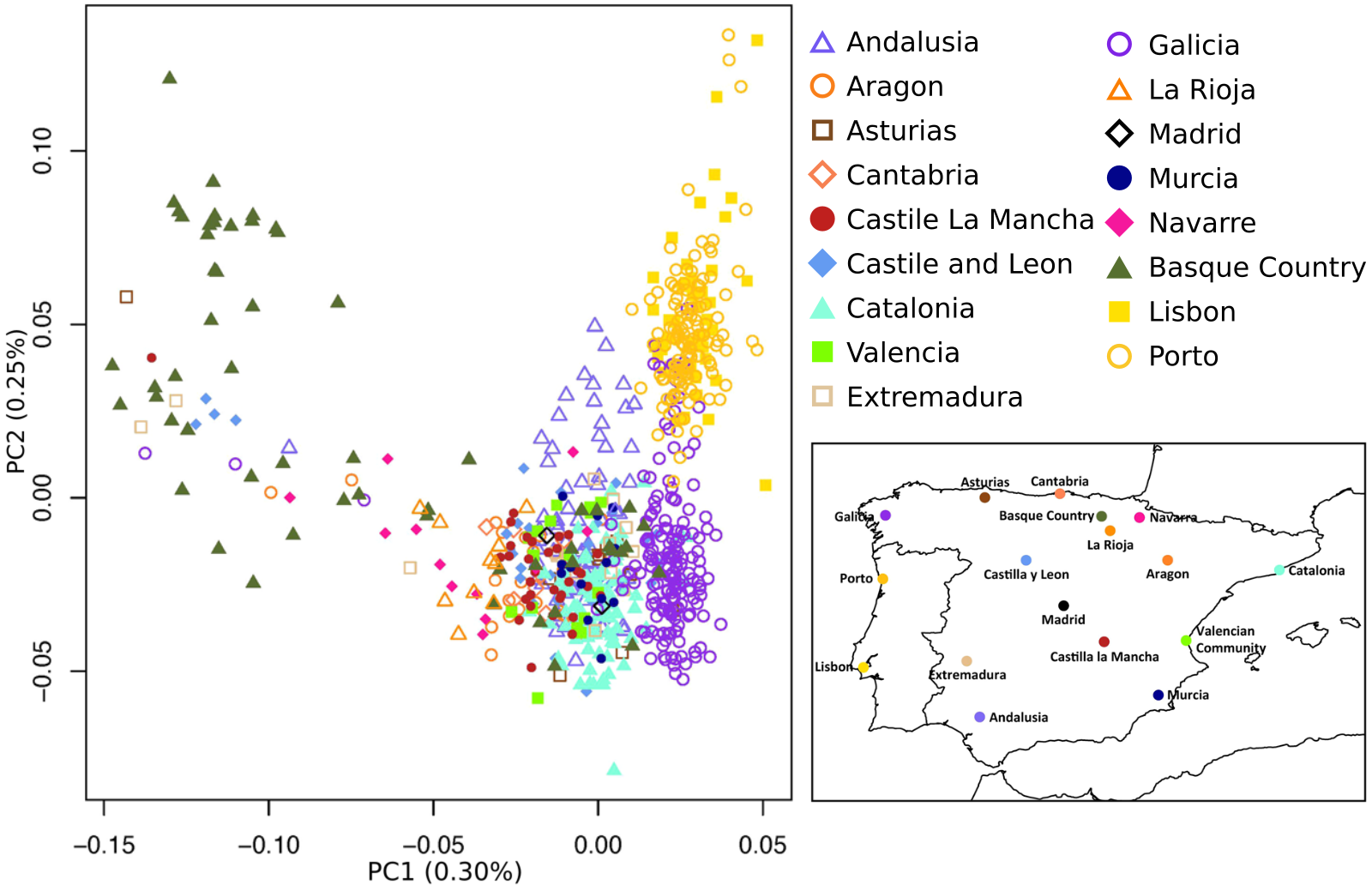
مخطط PCA المؤلف من 17 من السكان الأيبيريين المعاصرين.

تتوافق أصول الأيبيريين المعاصرين (التي تضم الإسبانية والبرتغالية) مع الوضع الجغرافي لشبه الجزيرة الأيبيرية في الركن الجنوبي الغربي من أوروبا. كما هو الحال بالنسبة لمعظم بقية جنوب أوروبا، فإن الأصل السلفي الرئيسي للأيبيريين المعاصرين هم المزارعون الأوروبيون الأوائل الذين وصلوا خلال العصر الحجري الحديث.
الغلبة الكبيرة لـ Y-Chromosome Haplogroup R1b ، الشائعة في جميع أنحاء أوروبا الغربية، هي شهادة على مساهمة كبيرة من موجات مختلفة من رعاة السهوب الغربية (ومعظمهم من الذكور) من سهوب بونتيك-قزوين خلال العصر البرونزي   سردينيا، أيبيريا كانت محمية من الاستيطان من منطقة البوسفور والقوقاز من خلال موقعها الجغرافي الغربي، وبالتالي لديها مستويات أقل من مزيج غرب آسيا والشرق الأوسط من إيطاليا وشبه جزيرة البلقان الجنوبية، والتي ربما وصل معظمها خلال العصور التاريخية وليس عصور ما قبل التاريخ خاصة في العصر الروماني. 

## المناطق الفرعية

### إسبانيا
ترددات مجموعات هابلوغروب Y-DNA في المناطق الإسبانية  

### البرتغال

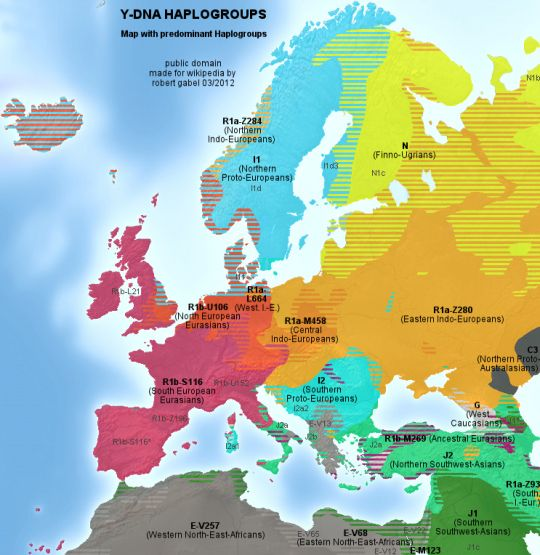

مقتطفات من ملخص دراسة نشرت  في عام 2015:
«[. . . ] في حالة البرتغال، كشفت الدراسات الوراثية السكانية السابقة بالفعل عن الصورة العامة لتنوع الميتوكوندريا HVS-I و HVS-II ، وأصبحت الآن مهمة لتحديث وتوسيع منطقة الميتوكوندريا التي تم تحليلها. وفقًا لذلك، تم الحصول على ما مجموعه 292 تسلسلًا كاملًا لمنطقة التحكم من البرتغال القارية، بموجب تصميم تجريبي صارم لضمان جودة البيانات من خلال التسلسل المزدوج لكل منطقة مستهدفة. * علاوة على ذلك، تم فحص تعدد الأشكال في منطقة الترميز الخاصة بـ H لتفصيل تصنيف هابلوغروب وتم الحصول على ميثوجينومات كاملة لجميع التسلسلات التي تنتمي إلى مجموعات هابلوغروبس U4 و U5. بشكل عام، تم العثور على مجموعة هابلوغروب نموذجية من أوروبا الغربية أو تكوين نمط فرداني مشروط الأطلسي في البر الرئيسي للبرتغال، مرتبطًا بمستوى عالٍ من التنوع الجيني للميتوكوندريا. داخل البلاد، لم يتم الكشف عن أي علامات على البنية التحتية. قدمت كتابة SNPs لمنطقة الترميز الإضافية تحسينًا أو تأكيدًا للتصنيف السابق الذي تم الحصول عليه باستخدام أداة EMMA في 96٪ من الحالات. أخيرًا، كان من الممكن أيضًا توسيع سلالة هابلوغروب U مع 28 ميتوجينوم U4 و U5 جديد.»